# Hovorčovice
Hovorčovice település Csehországban, a Kelet-prágai járásban. Hovorčovice Měšice, Bořanovice, Líbeznice, Veleň és Prága településekkel határos. Lakosainak száma 2566 fő (2024. január 1.).

## Népesség
A település lakosságának változását az alábbi diagram mutatja:
| Lakosok száma | 260  | 370  | 350  | 724  | 1073 | 984  | 2369 | 2460 | 2496 | 2566 |
|               | 1869 | 1890 | 1921 | 1950 | 1980 | 2001 | 2017 | 2019 | 2022 | 2024 |